# 4510 Shawna
4510 Shawna eller 1930 XK är en asteroid i huvudbältet som upptäcktes den 13 december 1930 av den amerikanske astronomen Clyde Tombaugh vid Lowell-observatoriet. Den är uppkallad efter upptäckarens barnbarn, Shawna Willoughby.
Asteroiden har en diameter på ungefär 6 kilometer och den tillhör asteroidgruppen Vesta.